# Jules Dumont d'Urville
Jules Sébastien César Dumont d'Urville známější spíše jako Jules Dumont d'Urville ([žyl dymõ dyrvil], 23. května 1790 Condé-sur-Noireau, Normandie – 8. května 1842 Meudon u Versailles) byl francouzský mořeplavec, námořní důstojník a objevitel, který důkladně prozkoumal velkou část Oceánie i Antarktidy a podstatně zrevidoval mapy těchto oblastí. Byl také velmi dobrým přírodovědcem a objevil a popsal mnoho nových druhů. Některé rostliny nesou druhové jméno urvilleana. Mimoto ovládal alespoň základy mnoha jazyků – řečtiny, italštiny, angličtiny, hebrejštiny, čínštiny, latiny, němčiny a ruštiny.

## Mládí
Jules Dumont d'Urville pocházel z nižší šlechtické rodiny, usedlé v Condé-sur-Noireau (departement Calvados, Dolní Normandie). Jeho otec Gabriel Charles François Dumont d'Urville zastával funkci soudce v Condé-sur-Noireau. Jeho matkou byla Jeanne Françoise Julie Victoire de Croisilles, pocházející ze starobylého venkovského šlechtického rodu z Dolní Normandie.
Po vypuknutí francouzské revoluce byl soudce Dumont 28. září roku 1793 zatčen za spiknutí. V únoru 1794 byl zproštěn obžaloby, zemřel však o rok později. Jeho žena se spolu se třemi dětmi poté přestěhovala na malé rodinné venkovské sídlo v departementu Orne).
Jules byl křehké a často nemocné dítě, život na venkově po přestěhování jej však zocelil a ozdravil. Přelomem v jeho životě bylo úmrtí otce, když mu bylo sedm let. Chlapce se ujal jeho strýc z matčiny strany, opat Jean Jacques François de Croisilles, a dával mu lekce algebry, latiny, rétoriky i filozofie. Přivedl jej také k botanice, kterou si Jules opravdu zamiloval. V roce 1802 byl opat z Crosilles jmenován generálním vikářem v Bayeux a přiměl i svého synovce a sestru k přestěhování. V Bayeux začal Jules roku 1802 navštěvovat College de Bayeux a byl ve své třídě premiantem. Jeho matka snila o duchovní kariéře. V roce 1804 Jules vstoupil na lyceum v Caen (Lycée imperial de Caen) a také zde byl jedním z nejlepších žáků. Místní obsáhlá knihovna mu mimo jiné představila encyklopedisty i objevné cesty Bougainvillea, Cooka a Ansona. Během studia v Caen se navíc naplno rozhořela jeho vášeň pro botaniku.
Poté, co byl kvůli fyzické kondici roku 1807 odmítnut při přijímacích zkouškách na École Polytechnique, rozhodl se nečekaně a přes strýcův odpor vstoupit do námořnictva. V sedmnácti letech se zapsal do námořní akademie v Brestu, kde opět dosahoval výborných studijních výsledků. Již v této době dával přednost objevitelským expedicím před válečným námořnictvem. Byl však kvůli blokádě francouzských přístavů britským královským námořnictvem nucen zůstávat na souši či na lodích pouze v přístavu stejně jako jeho kolegové. Díky výjimečným schopnostem a píli se rychle vyšvihl z prostého námořníka na schopného důstojníka. I nadále studoval botaniku a také astronomii, geologii, entomologii a jazyky. Brzy získal téměř encyklopedické znalosti.
Námořní akademii úspěšně absolvoval v roce 1810. V témže roce se přestěhoval do Toulonu na palubě lodi Le Suffren. Zde působil čtyři roky jako instruktor nových branců na různých lodích (L'Amazone, Le Suffren, Le Borée, La Ville de Marseille), stále však kvůli blokádě zůstával v přístavu. V roce 1812 byl povýšen (ensign de vaisseau). Teprve v roce 1814, kdy byl Napoleon vyhoštěn na Elbu a námořní blokáda skončila, vyplul Jules Dumont D'Urville do Středozemního moře.
1. května 1815 se přes odpor matky oženil s dcerou hodináře z Toulonu, Adèle Dorothée Pepin. Julesova matka svatbu kategoricky odmítala, nevěsta podle ní byla pro jeho syna málo důstojná. Odmítala se s Adèle setkat stejně jako později s vnoučaty.

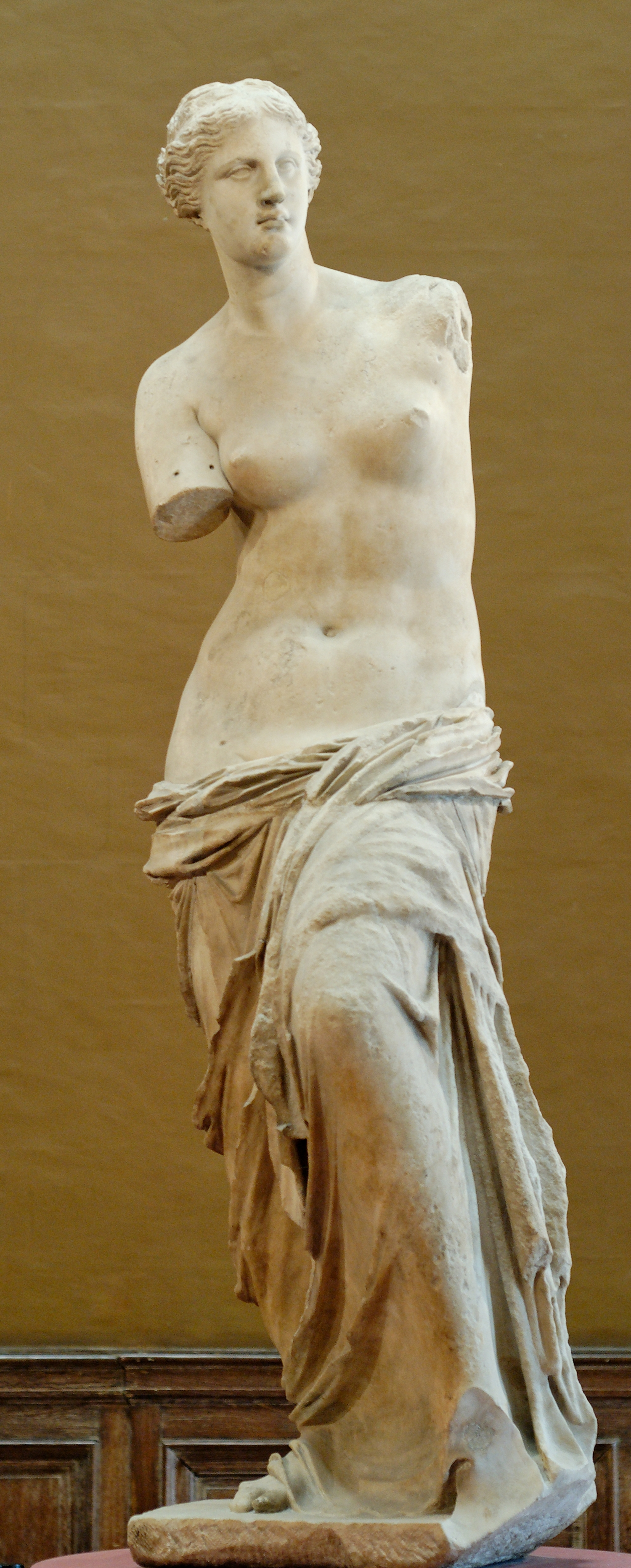
Venuše Mélská

## Výzkumy ve Středozemním moři
V roce 1819 vyplul Jules Dumont D'Urville na palubě lodi Chevrette pod velením kapitána Gauttiera do východní části Středozemního moře. Hydrografický průzkum Černého a Egejského moře prováděla výprava od března roku 1819 do prosince roku 1820.
Během další plavby získal D'Urville na ostrově Mélos známou antickou sochu Venuše. Tu nalezl na svém poli vesničan Yorgos 8. dubna 1820. Sochu, rozloženou ve dvou kusech, ukryl před tureckými úředníky, ti ji však přesto objevili a zabavili. D'Urville na ni byl upozorněn a po zhlédnutí okamžitě rozeznal její význam. Bez váhání se rozhodl sochu zakoupit, protože však byla příliš velká na převezení výzkumnou lodí a hrozilo její poškození cestou, zprostředkoval nákup pro francouzského velvyslance v Konstantinopoli, markýze Charles-François de Riffardeau. Venuše byla 1. března 1821 předána Ludvíku XVIII. a poté vystavena v Louvru, kde stojí dodnes.
Dumont D'Urville z výpravy dovezl také početné vzorky rostlin, které se staly základem jeho knihy Enumeratio Plantarum, psané kompletně v latině. Tu publikoval vlastním nákladem v roce 1822. 15. srpna 1821 byl za své objevy povýšen na poručíka a koncem ledna roku 1821 obdržel Řád čestné legie (rytířský stupeň).

## První výprava do Tichomoří
V letech 1822 – 1825 se Jules D´Urville plavil jako první důstojník na korvetě Coquille (francouzsky mušle, skořápka) do Tichomoří. Výpravě velel Julesův přítel, poručík Louis Isidore Duperrey (1786-1865). Sám Urville měl na starosti botanický průzkum.
Expedice vyplula 11. srpna 1822 z Toulon. 20. listopadu přistáli na Falklandách, poté překonali Hornův mys a 22. března 1823 dorazili na Tahiti. Odtud odjeli k souostroví Tonga a k Novému Irsku, kam dorazili 12. srpna. Poté zamířili k Nové Guineji a v lednu 1824 dorazili k břehům Austrálie. V březnu odpluli k Novému Zélandu, pak se vydali na sever na Gilbertovy ostrovy a v červenci zpět na Novou Guineu. V srpnu roku 1824 se přes Moluky, Mauricius, Réunion a Sv. Helenu vrátili zpátky do Francie. 9. března 1825 dosáhli Gibraltaru a 24. března přistáli v Marseille.
Výprava byla velmi úspěšná a získala množství dat, týkajících se hydrografie, meteorologie, etnografie i medicíny. Během plavby se Julesovi podařilo shromáždit velké množství vzorků zvířat a rostlin (cca 3000 vzorků rostlin a 1200 vzorků hmyzu), včetně mnoha neznámých druhů. Po návratu byl velitel Duperrey v roce 1826 povýšen na fregatního kapitána, avšak D´Urville oceněn nebyl. Chápal to jako velkou křivdu a snažil se na sebe upozornit. Až po sedmi měsících byl díky svým konexím také povýšen na fregatního kapitána.

## Druhá výprava do Tichomoří
Ihned v roce 1826 navrhl D'Urville novou expedici do jižního Pacifiku. Cílem bylo kromě běžného průzkumu oblasti také pátrání po ztracené výpravě, které velel Jean-François de La Pérouse a která se ztratila v roce 1788 neznámo kde.
25. dubna 1826 vyplul Jules Dumont D´Urville z Toulon jako kapitán lodi Coquille, kterou přejmenoval na Astrolabe podle plavidla kapitána La Pérouse. Posádka čítala 80 mužů. Výprava nejprve zamířila podél západního pobřeží Afriky k Austrálii a poté Bassovým průlivem kolem Tasmánie k Novému Zélandu. Po proplutí Cookovým průlivem zamířili na Fidži, kam dorazili v květnu roku 1827. V červnu zakotvili u Vanuatu a v červenci u Nové Británie. Během srpna pak mapovali severní pobřeží Nové Guineje a přilehlé ostrovy. Od ostrova Ambon na Molukách pak pokračovali Torresovým průlivem zpět k jihu.
V Hobartu D'Urville získal zprávy o ztracené výpravě kapitána de La Pérouse. Na základě údajů anglického kapitána Petera Dillona se zaměřil na ostrov Vanikoro na Šalomounových ostrovech, kam se vypravil 6. ledna 1828. 27. února 1828 na ostrově skutečně nalezl zbytky ztroskotání La Pérousovy výpravy a na místě nechal vztyčit pomník. Mezi posádkou se však rozmohla malárie[zdroj?] a kapitán musel zamířit k severu. 2. května dosáhli ostrova Guam, kde vyložili nemocné, několik mužů však již mezitím zemřelo. I přesto, že část posádky byla stále stižena horečkami, odplula výprava 30. května směrem ke Karolínám. Přes Sulawesi, Mauricius a Réunion se poté vrátili do Francie. 25. března 1828 zakotvili v Marseille. Zde byly vyloženy cenné vzorky rostlin a zvířat k transportu do Paříže a loď pokračovala dál do Toulon.
Také tato výprava byla považována za velmi úspěšnou. Dumont D´Urville přivezl celkem 1600 vzorků rostlin, 900 vzorků hornin, 500 vzorků hmyzu a nespočet kreseb i lingvistických poznatků, což představuje největší kolekci vědeckého materiálu, jaká byla kdy do Evropy dovezena. Dále zmapoval pobřeží Nového Zélandu a více než 150 tichomořských ostrovů. Celou oblast jižního Pacifiku rozdělil na Melanésii, Mikronésii, Polynésii a Malajsii podle etnografických a lingvistických srovnávacích studií jejich obyvatel. 8. srpna 1829 byl Jules Dumont D´Urville povýšen a přijat do Francouzské akademie věd. Na přání Karla X. publikoval své poznatky, zatímco se léčil s oslabeným zdravím. 12 svazků, doplněných 5 atlasy kreseb a map bylo vydáno v letech 1830 - 1834. Dále bylo vydáno pětisvazkové dílo o Novém Zélandu, obsahující detailní popis života, zvyků i jazyka Maorů.
Na druhou stranu byl kapitán D´Urville kritizován za velkou úmrtnost na palubě - ztratil celkem 29 mužů. Pošramocenou pověst si spravil až po publikaci svého cestopisu.

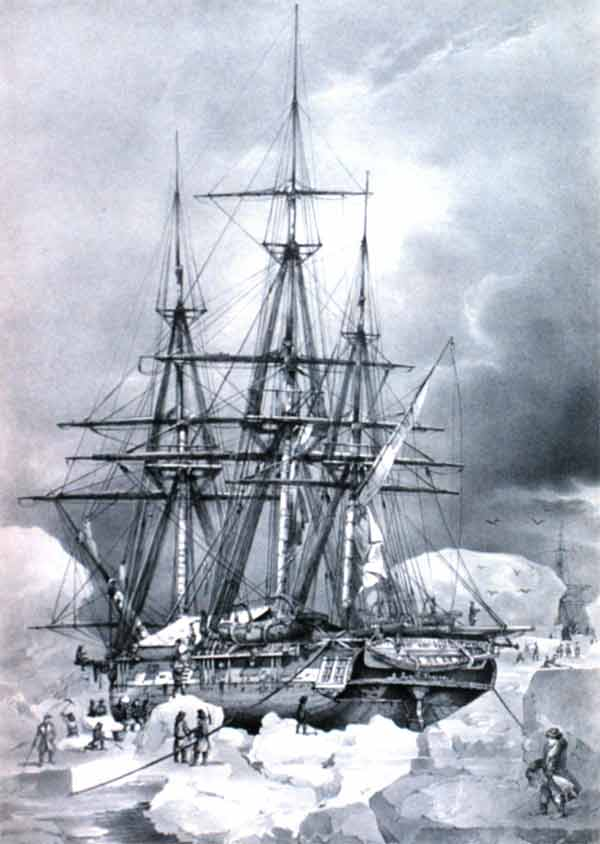
Loď Astrolabe uvězněná v ledovém sevření, 6. února 1838

## Třetí výprava - hledání Terry Australis
V únoru roku 1837 byl Ludvíkem Filipem pověřen velením výpravy, jejímž úkolem bylo hledat Terru Australis. D´Urville původně navrhl expedici do málo probádaných míst Pacifiku a o polární oblasti nejevil přílišný zájem, ale francouzský král se chtěl podílet na objevech v Jižním oceánu. Kapitán byl pověřen plout tak daleko na jih, jak to jen bude možné. Byla mu slíbena odměna za dosažení 75. rovnoběžky a navíc prémie za každý další dosažený stupeň. Mohl požádat o „cokoliv si bude přát“, dosáhne-li jižního pólu. Mimoto se měl pokusit nalézt jižní magnetický pól, který měl v té době význam pro upřesnění problematiky zemského magnetismu.
Výprava se 183 členy posádky včetně několika vědeckých odborníků se vydala na cestu 7. září 1837 z Toulon. Loď Astrolabe nesla 17 důstojníků a 85 mužů, doprovodná korveta Zélée pod velením Charlese Hectora Jacquinota pak celkem 81 námořníků. Koncem září dopluli na Tenerife a v prosinci již mapovali Magalhãesův průliv. Po nutných opravách lodi zamířili 8. ledna 1838 k jihu a pokusili se plout trasou Jamese Weddella. Při hledání Terry Australis pluli až na hranici ledových ker, které jim v polovině ledna 1838 zabránily pokračovat dál na jih. Výprava přitom nepřekročila ani 65. rovnoběžku, dosáhla jen 63°23´ jižní šířky. Dumont D´Urville 24. ledna veškeré pokusy vzdal a odplul na Jižní Orkneje. O nový průnik k jihu se lodě pokusily 2. února, ale byly na pět dní uvězněny v sevření ledových ker než se námořníci s námahou probili na volnou vodu. Po zastávce na Weddellově ostrově pokračovali na jih a 27. února přistáli na Jižních Shetlandách. Kromě několika přilehlých ostrovů zahlédli také Grahamovu zemi, kterou zmapovali, zabrali pro Francii a pojmenovali pobřeží Ludvíka Filipa. Přestože celá oblast Jižního oceánu byla poznána již dříve, provedl zde D'Urville cenné kartografické práce, zejména v oblasti Falkland, Jižních Orknejí a Jižních Shetland.
Počátkem března odplul do Chile, aby ulevil kurdějemi stíhané posádce. 6. května přistál v Talcahuano, mezitím však již dva muži zemřeli a další pak v přístavu desertovali. 25. května zakotvili ve Valparaíso a o týden později vyrazili do Pacifiku, kde strávili zimní období. Od června 1838 do prosince 1839 se plavili v teplých vodách - D´Urville po zastávce v Hobartu znovu prováděl podrobné mapování Markéz, Tuamotu, Tahiti, Samoi, Tonga, Fidži, Karolín, Nové Guineje a Šalomounových ostrovů. Místo kurdějí však posádku začaly trápit tropické horečky a kapitán musel 12. prosince 1839 znovu přistát v Hobartu a vysadit tu 17 členů posádky, 20 mužů již zemřelo cestou. V Hobartu se však Dumont D´Urville také dozvěděl o dalších výpravách k jihu, které vedli James Clark Ross a Francis Crozier. Nemohl přenechat čest objevů jen cizincům a proto se po doplnění posádky rozhodl pokračovat v plavbě na jih a nalézt jižní magnetický pól.

Cesta k Antarktidě 1837-1840

Z Hobartu lodě vypluly 1. ledna 1840. 21. ledna námořníci objevili Adélinu zemi, pojmenovanou po D´Urvillově ženě, ale pro množství ledu nemohli přistát a vylodili se jen na přilehlém ostrůvku. Také nový druh tučňáka, který zde zahlédli, byl pojmenován tučňák Adélin (Pygoscelis adeliae).
29. ledna 1840 se setkali s lodí Porpoise, která byla součástí americké expedice pod velením Charlese Wilkese. Loď Porpoise vedl poručík Cadwalader Ringgold. Kvůli chybě v komunikaci se posádky lodí nedomluvily a bez výměny pozdravu odpluly pryč, načež jedna druhou obviňovala z prvního otočení lodi. 1. února 1840 kvůli ledovým krám bránícím v další cestě D´Urville definitivně ukončil průzkum Jižního oceánu a Antarktidy. Pátrání po jižním magnetickém pólu skončilo bez úspěchu. Expedice odplula do Hobartu, kam dorazila 17. února. Poté se přes Nový Zéland, Novou Guineu, Réunion a ostrov Svaté Heleny vrátila 6. listopadu 1840 do Toulonu.
Po návratu do Francie byl Jules Dumont D´Urville v prosinci 1840 jmenován kontradmirálem a získal zlatou medaili Société de géographie. Byl však opět kritizován za značné ztráty v posádce.

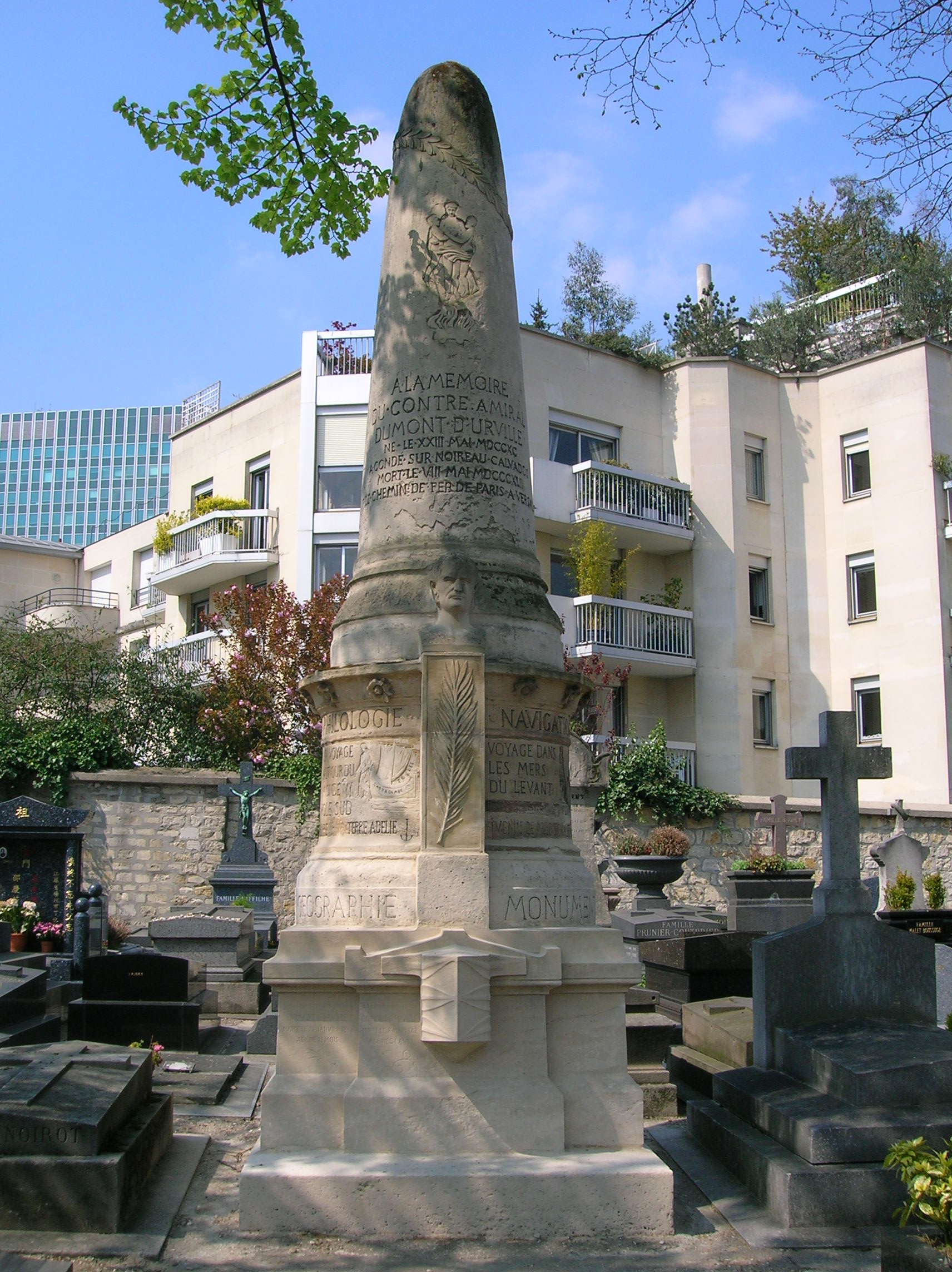
Pomník Dumonta d'Urvilla v Paříži

## Závěr života
Po návratu z Jižního oceánu pracoval D´Urville podle přání Ludvíka Filipa na publikaci svých poznatků z cest. Dílo však nestihl dokončit. Poté, co sepsal tři svazky a započal s tvorbou čtvrtého, zahynul spolu s manželkou a synem  8. května 1842 v železničním neštěstí v Meudon při návratu z Versailles. Jules Dumont D´Urville byl i s rodinou pohřben na pařížském hřbitově Montparnasse. Zbylé materiály z cest byly vydány posmrtně v letech 1851 – 1854 a pomohli je uspořádat ostatní účastníci výpravy. Celkem 23 svazků s historickými i přírodovědnými záznamy bylo doplněno 10 atlasy kreseb a map a označuje se jako „muzeum v knize“.
Svými výzkumy v Tichomoří patří Jules Dumont D´Urville spolu s Jamesem Cookem k největším objevitelům, jejichž výpravy přispěly k zeměpisnému a etnografickému poznání této části Země. Jeho jméno nese i francouzská vědecká základna na Antarktidě.
Dumontova osobnost je však vnímána značně kontroverzně. D´Urville měl obrovské znalosti, mnohým se však jevil jako velmi sebevědomý, arogantní až ješitný muž. Kritizovány jsou velké ztráty na životech při jeho plavbách, podle jiných však při vedení expedic dbal o blaho své posádky, ačkoliv byl přísný a neoblomný v dodržování disciplíny. Také prý vynikal velmi pevnými morálními zásadami.

## Dílo
- Enumeratio Plantarum. Paříž 1822.
- Flore des Îles Malouines. Paříž 1825. (francouzsky)
- Voyage de la corvette L´Astrolabe. 12 sv., Paříž 1830 - 1834 (francouzsky)
- Voyage pittoresque autour du monde. 2 sv., Paříž 1834 - 1835. (francouzsky)
- Voyage au pole sud et dans l´Oceánie. 23 sv., Paříž 1841-1854.